# Sedhawa
Sedhawa (nep. सेढवा) – gaun wikas samiti w środkowej części Nepalu w strefie Narajani w dystrykcie Parsa. Według nepalskiego spisu powszechnego z 2001 roku liczył on 457 gospodarstw domowych i 2646 mieszkańców (1310 kobiet i 1336 mężczyzn).